# アプトシュタイナハ
アプトシュタイナハ (ドイツ語: Abtsteinach) はドイツ連邦共和国ヘッセン州ベルクシュトラーセ郡に属す自治体（町村、以下本項では便宜上「町」と記載する）。この町は「ユーバーヴァルトへの門」というニックネームを持つ。

## 地理
アプトシュタイナハからシュタイナハ川が湧出する。この町は、ハルトベルク、ヴァルツコプフ、ゲッツェンシュタイン、ホーベルクといった山の間に位置している。
オーバー＝アプトシュタイナハは山の間の高台、海抜450-500mに位置する。一方、ウンター＝アプトシュタイナハとマッケンハイムはその谷間に位置する。

### 隣接する市町村
ユーバーヴァルト（グラーゼレンバッハ、ヴァルト＝ミヒェルバッハ、アプトシュタイナハ）に含まれるアプトシュタイナハは、北はメルレンバッハ、東はヴァルト＝ミヒェルバッハ、南はハイリヒクロイツシュタイナハ（バーデン＝ヴュルテンベルク州ライン＝ネッカー郡）、西はゴルクスハイマータールと境を接する。

### 自治体の構成
アプトシュタイナハは、マッケンハイム、オーバー＝アプトシュタイナハ、ウンター＝アプトシュタイナハの3つの地区からなる。

## 歴史
ローマ時代以前からこの辺りにはケルト人が住んでいた。中世にはアプトシュタイナハ周辺の地域はロルシュ修道院領に属した。地域の再編に伴いオーバー＝アプトシュタイナハ村とウンター＝アプトシュタイナハ村が創設された。1012年に「possesa steinah」として初めて文献上に記録された。1232年にロルシュ修道院が皇帝フリードリヒ2世によって廃止され、その所領はマインツ大司教領に移された。1267年にシュタルケンブルクの城伯が、アプトシュタイナハを含むアムト・シュタルケンブルクを治めたという記録が初めて現れる。マインツ司教のフェーデの際、1461年にオーバーアムト・シュタルケンブルクはプファルツ選帝侯に担保として移され、1623年までその状態が続いた。1590年の記録には、アプトシュタイナハは近隣の村の十分の一税徴収と裁判の権利を有しており、賦役と兵役を果たさせる義務を負っているとある。1803年にマインツ選帝侯の廃止に伴い、ヘッセン領となった。

### 宗教
オーバー＝アプトシュタイナハとウンター＝アプトシュタイナハにはそれぞれ一つずつ教会があり、ウンター＝アプトシュタイナハにはさらに礼拝堂が一つある。オーバー＝アプトシュタイナハの教会（聖ボニファティウス教会）は17世紀中頃に建設され、1658年に完成した。数世紀後に改築され、祭壇は1780年よりやや後に創られた。聖具室にはマインツ司教ヨハン・フィリップ・フォン・シェーンボルンの紋章が掲げられている。ウンター＝アプトシュタイナハの聖マリア教会は、20世紀の建築である。ウンター＝アプトシュタイナハの中心にある礼拝堂にはリヒテンクリンゲンの教会跡からもたらされたと伝えられるマリア像がある。アプトシュタイナハの多くの家には、その外壁に窪みが設けられ、マリア像やキリスト像が祀られている。

## 行政

### 議会
アプトシュタイナハの議会は15議席からなる。

### 首長
アプトシュタイナハの町長は、2017年からアンゲーリカ・ベッケンバッハが務めている。

### 紋章
図柄: 赤地で、銀の岩から突き出すように、ブドウ飾りの付いたツタが巻き付く形の銀の修道院長杖が描かれている。基部は青い流れが横切っている。アプトシュタイナハの紋章は、地名にちなんだ紋章であるとされるが、修道院長杖(Abtstab)はアプトシュタイナハとロルシュ修道院の関係を示している（アプトシュタイナハには小さな修道院があった）。岩はすなわち山であり、周囲で最も高い山であるハルトベルクを象徴している。水の流れはアプトシュタイナハから湧出しネッカー川に注ぐシュタイナハ川を表現している。この紋章は、1929年12月21日にオーバー＝アプトシュタイナハの紋章として授けられ、1972年1月1日からアプトシュタイナハの公式な紋章として採用された。1736年の印章には、上部に獅子、下部に修道院長杖と2つの星、それに「A」と「S」の文字が描かれている。

## 公共機関
町役場は、オーバー＝アプトシュタイナハにある。

### 教育
ウンター＝アプトシュタイナハに基礎課程学校が1校ある。

### レクリエーション・スポーツ施設
ウンター＝アプトシュタイナハにもオーバー＝アプトシュタイナハにも、それぞれよく整備された運動場がある。オーバー＝アプトシュタイナハには草地と森と村の墓地の間に、森の学習路とバーベキュー場がある。

## 文化と見所
FCOスポーツゲレンデからバーベキュー場を経由してゲッツェンシュタイン通りまで、11の芸術作品が展示された芸術遊歩道が設けられている。

### 年中行事
- 謝肉祭の日曜日に「ボア・ナールハラ」と呼ばれ、広く知られるカーニバルのパレードが行われる。
- 毎年8月に聖マリア・イン・リヒテンクリンゲンへの巡礼が行われる。

## 人物
- ハインリヒ・ロール（1902年 - 1997年）教会音楽家、作曲家
- ラルフ・コール（1965年 - ）サッカー選手

## 経済と社会資本

### 交通
アプトシュタイナハは連邦道から離れた位置にある。しかし、ヴァインハイムからヴァルト＝ミヒェルバッハへの連絡道路があり、交通の便はよい。

### 地元企業
- REIMOTEC Maschinen- und Anlagenbau GmbH（機械製造業）
- motech GmbH、スイッチ製造

## 引用
1. ↑  Hessisches Statistisches Landesamt: Bevölkerung in Hessen am 31.12.2023 (Landkreise, kreisfreie Städte und Gemeinden, Einwohnerzahlen auf Grundlage des Zensus 2011)]
2. ↑  “Angelika Beckenbach ist jetzt Rathauschefin in Abtsteinach”. Rhein-Neckar-Zeitung. (2017年3月18日) 2021年6月28日閲覧。